# Руденко, Станислав Николаевич
Станислав Николаевич Руденко (род. 25 октября 1966 года, Дзержинск) — российский тренер высшей категории по волейболу. Заслуженный тренер России (2014).

## Биография
Родился 25 октября 1966 года в городе Дзержинск Донецкой области.
Двукратный серебряный и двукратный бронзовый призёр РСФСР по волейболу. Серебряный призёр первенства СССР по волейболу добровольного спортивного общества «Зенит».
В 1990 году окончил Курганский государственный педагогический университет по специальности «Физическое воспитание». В настоящее время проживает в городе Сургуте и является тренером сборной команды Ханты-Мансийского автономного округа — Югры по волейболу среди глухих и слабослышащих спортсменов.
Обладатель титула «Лучший тренер-преподаватель 2008 года» в Ханты-Мансийском автономном округе — Югре.

## Воспитанники
- Владимир Шмыгин — заслуженный мастер спорта России, чемпион (2009), серебряный (2013) и бронзовый (2017) призёр Сурдлимпийских игр, многократный чемпион и призёр российских и международных соревнований, член сборной команды России по сурдлимпийскому волейболу[5];
- Павел Фатин — заслуженный мастер спорта России, чемпион (2009) и серебряный призёр (2013) Сурдлимпийских игр, многократный чемпион и призёр российских и международных соревнований, член сборной команды России по сурдлимпийскому волейболу;
- Максим Салмин — победитель Кубка России, чемпион России, серебряный призёр Европы и мира, серебряный призёр летних Сурдлимпийских игр 2013 года, член сборной команды России по сурдлимпийскому волейболу;
- Александр Дроздов — заслуженный мастер спорта России, чемпион (2009) и серебряный призёр (2013) Сурдлимпийских игр, многократный чемпион и призёр российских и международных соревнований, член сборной команды России по сурдлимпийскому волейболу.

## Награды и звания
- Благодарность министра спорта, туризма и молодежной политики Российской Федерации (2010)[6].
- Отличник физической культуры и спорта (2013).
- Заслуженный тренер России (2014).